# Kyø Hovedgård
Kyø Hovedgård er en gammel gård i Sebber Klosterskov lidt vest for Halkær Bredning.
Gården nævnes første gang i 1400. Ved Kyøvej 500 m sydøst for gården findes Kyø Voldsted fra sidst i 1300-tallet.
Ved Kyømarksvej 500 m vest for gården findes Store Ajstrup Kirke. 2 km nord for gården findes gården Sebber Kloster.
Gården ligger i St. Ajstrup Sogn, Slet Herred, Ålborg Amt, Nibe Kommune. Hovedbygningen er opført i 1875
Kyø Hovedgård Gods er på 139 hektar med Beltoftgård

## Ejere af Kyø Hovedgård
- (1400-1435) Mikkel Nielsen Tornekrans
- (1435-1525) Slægten Tornekrans
- (1525-1552) Mikkel Nielsen Tornekrans
- (1552-1611) Jørgen Due
- (1611-1623) Axel Rosenkrantz
- (1623-1625) Just Høg Banner
- (1625-1639) Christian Friis
- (1639-1647) Jørgen Seefeld
- (1647-1668) Ulrich Seefeld
- (1668-1688) Albrecht Itzen
- (1688-1711) Johan A. de Clerque
- (1711-1719) Peder Benzon
- (1719-1741) Mathias Mørck
- (1741-1748) Karen Gleerup gift Mørck
- (1748-1750) Bagge Jørgensen Gleerup
- (1750-1758) H. Margrethe Holst gift Gleerup
- (1758-1777) Matthias Johannes Wederkinck
- (1777-1779) H. Margrethe Holst gift Gleerup
- (1779-1791) Peder Lund
- (1791-1797) Marie Gleerup gift Lund
- (1797-1800) M. N. Monrad
- (1800-1802) Sophie Magdalene Dietrich gift Paulsen
- (1802-1826) Samuel D. Warburg / Wulff Salomon
- (1826-1858) Martin Steinthal
- (1858-1859) Centralkassen
- (1859-1863) A. F. L. greve Tramp
- (1863-1903) Christian greve Tramp
- (1903-1910) Kay greve Tramp
- (1910-1916) Christian greve Tramp
- (1916-1917) A. C. Petersen
- (1917-1918) Hansen-Solevad
- (1918-1920) V. Schjerup
- (1920-1923) Th. E. Brendstrup / N. P. Hansen
- (1923) Konsortium
- (1923-1924) Kisum
- (1924-1944) N. Vestergaard
- (1944-1971) Forskellige Ejere
- (1968-1972) George A Routledge (Ændrede Navnet fra Kyø Slot til Kyø Hovedgård.

Oprindelige bygning brændte og nuværende bygning fra 1875).
- (1972-1973) Amerikansk Filmskole
- (1973-1974) George A Routledge
- (1974-1978)  Bilforhandler Bjarne Rønnow
- (1978-1983) Jens & Joan Leth Petersen sammen med John Christian & Kirsten Gade
- (1983-1985) Christian Lomborg
- (1985-    -) Jess Borggaard